# زهو زهينغرونغ
زهو زهينغرونغ (بالصينية: 朱峥嵘) (11 أكتوبر 1988 بشانغهاي في الصين - ) هو لاعب كرة قدم صيني في مركز الهجوم. لعب مع نادي مجموعة شانغهاي الدولية للموانئ.

## وصلات خارجية
- زهو زهينغرونغ على موقع قاعدة بيانات كرة القدم.إي يو (الإنجليزية)
- زهو زهينغرونغ على موقع عالم كرة القدم.نت (الإنجليزية)